# Togulykken ved Sig 2018
Togulykken i Varde fandt sted den 19. juni 2018. Et hurtigtkørende Lint 41-togsæt fra Arriva kørte med 120 km/t ind i en minibus lidt nord for landsbyen Sig, på vej til Tistrup. Bussen krydsede en usikret jernbaneoverskæring. I bussen sad to mennesker, som døde på stedet. Toget blev 45 % skadet, og forenden skulle have en hel ny forendekasse. Ingen i toget kom til skade, undtagen én, som blev behandlet for hold i nakken.